# Caladium coerulescens
Caladium coerulescens là một loài thực vật có hoa trong họ Ráy (Araceae). Loài này được G.S.Bunting mô tả khoa học đầu tiên năm 1975.